# Tibiao
Tibiao (Bayan ng Tibiao) är en kommun i Filippinerna. Kommunen ligger på ön Panay, och tillhör provinsen Antique. Folkmängden uppgår till 26 748 invånare år 2015.

## Barangayer
Tibiao är indelat i 21 barangayer.
| - Alegre - Amar - Bandoja (Lupa-an) - Castillo - Esparagoza - Importante - La Paz - Malabor - Martinez - Natividad - Pitac | - Poblacion - Salazar - San Francisco Norte(tumangtang) - San Francisco Sur - San Isidro - Santa Ana - Santa Justa - Santo Rosario - Tigbaboy - Tuno |